# Cypoides
Genre
Cypoides est un genre de lépidoptères appartenant à la famille des Sphingidae, à la sous-famille des Smerinthinae et à la tribu des Smerinthini .

## Répartition et habitat
Répartition
Asie du sud-est

## Systématique
- Le genre a été décrit par l'entomologiste japonais Shōnen Matsumura en 1921[1].
- L'espèce type pour le genre est Cypoides formosana Wileman, 1910

### Synonymie
- Amorphulus Mell, 1922

### Liste des espèces
- Cypoides chinensis - (Rothschild & Jordan, 1903)
- Cypoides parachinensis - Brechlin, 2009